# Kaká
Ricardo Izecson dos Santos Leite (Gama, Distrito Federal, 22 de abril de 1982), conocido deportivamente como Kaká, es un exfutbolista brasileño que se desempeñó en la posición de centrocampista o mediapunta. 
Fue considerado uno de los mejores futbolistas del mundo desde mediados hasta finales de la década de 2000, destacando especialmente en su primera etapa con el A. C. Milan.
Era especialmente valorado por su gran rapidez y aceleración, así como también una gran agilidad pese a su altura, una gran visión de juego y precisión tanto en los remates de media distancia como en asistencias de gol con ambas piernas, rubro en el que se encuentra en el puesto 11.º en la historia del fútbol profesional.
Surgido en el São Paulo, donde fue Bota de Oro al mejor jugador del Brasileirão 2002, fue transferido al AC Milan para la temporada 2003-04, en la cual sería campeón de la Serie A y una de las grandes figuras del equipo. En 2007 llevó al Rossonero a ganar la Champions League, siendo goleador y mejor jugador del torneo. Volvió a descollar en el Mundial de Clubes, donde también fue premiado como la estrella de la competición. Tales logros fueron claves para que ese año fuese galardonado con el FIFA World Player, el Balón de Oro, y el FIFpro al mejor jugador del mundo.
Fue el último en ganar antes de que empezara la era de Cristiano Ronaldo y Lionel Messi. 
Fue internacional absoluto con la selección brasileña que ganó la Copa Mundial de 2002 y dos ediciones de la Copa Confederaciones: 2005 y 2009, siendo premiado en esta última con el Balón de Oro.
Su traspaso al Real Madrid, en 2009, se convirtió en el decimoctavo fichaje más caro de la historia del fútbol. 
Algunas lesiones y una tensa relación con el entrenador José Mourinho le impidieron desarrollar allí su mejor nivel y mantener su puesto como titular. Retornó entonces al Milan en 2013, donde jugaría durante un año, para marcharse luego al Orlando City de la Major League Soccer de Estados Unidos. Allí anunciaría su retiro luego de tres temporadas, el 17 de diciembre del 2017.

## Biografía

### Familia
Kaká es el hermano mayor de Rodrigo Izecson Dos Santos Leite, más conocido como Digão. 
Rodrigo siguió los pasos de su hermano y jugó en la Serie B, en el equipo Rimini Calcio Football Club, después de que fuera cedido por un tiempo por parte del AC Milan.
Kaká, que es miembro de la Iglesia Evangélica, siendo uno de los denominados «atletas de Cristo», se casó con Caroline Celico el día 23 de diciembre de 2005 en São Paulo, Brasil, en una boda donde acudieron futbolistas de la selección nacional, como Ronaldo, Adriano, Cafú, Dida, Júlio Baptista, y el entrenador nacional Carlos Alberto Parreira, así como futbolistas internacionales, siendo en total 600 invitados.
Un par de años luego de su matrimonio, Caroline dio a luz a su primer hijo, Luca Dos Santos Celico. 
El 23 de abril de 2011 nace una niña a la que llamaron Isabella Alejandra.
En 2015 Kaká y Caroline Celico se divorciaron.

### Apodo
El hipocorístico «Kaká» es comúnmente usado en Brasil para personas llamadas Ricardo. 
En el caso del futbolista, se le empezó a llamar por su hermano pequeño Rodrigo.
Como en italiano la a tónica en palabras agudas se marca con un acento grave, durante su época en el AC Milan era habitual que se refiriesen a él como «Kakà».

### Accidente
A los 18 años, Kaká sufrió un accidente cuando saltó desde el trampolín de una piscina, donde se fracturó una vértebra. 
Esto pudo haber significado el final de su carrera futbolística. 
El médico del club le dijo que se había salvado. 
Cuando el AC Milan ganó el título de la Serie A en 2004, "Ricky", como es llamado por sus compañeros de equipo, mostró una camisa con el lema I belong to Jesus ("yo pertenezco a Jesús").
También ha usado esta camisa en celebraciones como la Copa Mundial de Fútbol de 2002 en la que Brasil se consagró campeón por quinta vez.

## Trayectoria

### São Paulo
Kaká comenzó su carrera en São Paulo a la edad de ocho años. 
Firmó un contrato a los quince años y llevó al equipo juvenil de São Paulo a ganar la "Copa juvenil de Gloria". 
Hizo su debut profesional en febrero de 2001 y anotó 12 goles en 27 partidos, además de ganar su primer y único Torneo Río-São Paulo, en el que anotó dos goles en dos minutos como suplente ante el Botafogo en la final, que São Paulo ganó 2-1.
En la siguiente temporada anotó 10 goles en 22 partidos; esto atrajo la atención de varios clubes europeos. Kaká hizo un total de 58 partidos con el São Paulo, anotando 23 veces.

### A. C. Milan

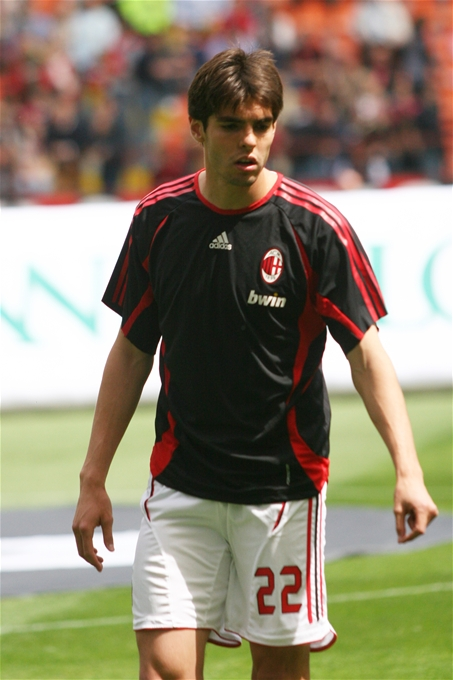
Kaká durante el calentamiento antes del juego por el campeonato Milán-Fiorentina del 6 de mayo del 2007.

Llegó al AC Milan en 2003 por un coste de traspaso de 8 millones y medio de dólares.
Su primera aparición fue en un partido contra el Ancona, donde el Milan ganó por 2-0. En toda la temporada marcó 10 goles en 30 apariciones, ganando el Campeonato de la Serie A y la Supercopa europea.
Kaká, con el número 22 a la espalda, formó parte del equipo que obtuvo el título de la Serie A en la temporada 2003-04, jugando con su buen amigo, el delantero ucraniano Andriy Shevchenko, con el que formó un tándem temible en Italia.  
La temporada 2004-05 comenzó con el triunfo en Supercopa de Italia, tras imponerse por tres goles a cero a la Lazio.
En liga, Kaká logró anotar ocho goles y repartir trece asistencias en 36 apariciones, terminando el AC Milan en segunda posición.  
En Europa, perdió por penaltis la final de la Liga de Campeones de la UEFA 2004-05 contra el Liverpool, tras haberse ido ganando 3-0 al descanso. A pesar de la derrota de su equipo, Kaká fue elegido como el mejor mediocampista del torneo europeo.  
Además, terminó en el noveno lugar en el Balón de Oro 2005. 
En la temporada 2005-06 anotó 11 goles y repartió 12 asistencia en Serie A, competición en la que el AC Milan quedó en tercera posición tras haber recibido una penalización de ocho puntos a causa del caso Moggigate.
En cuanto a Europa, Kaká logró alcanzar junto con el AC Milan las semifinales de la Liga de Campeones de la UEFA 2005-06, instancia en la que fueron derrotados por el FC Barcelona. Finalmente, quedó undécimo clasificado en el  Balón de Oro 2006.
En febrero de 2007 obtuvo la nacionalidad italiana, lo cual le permite jugar como comunitario en Europa.

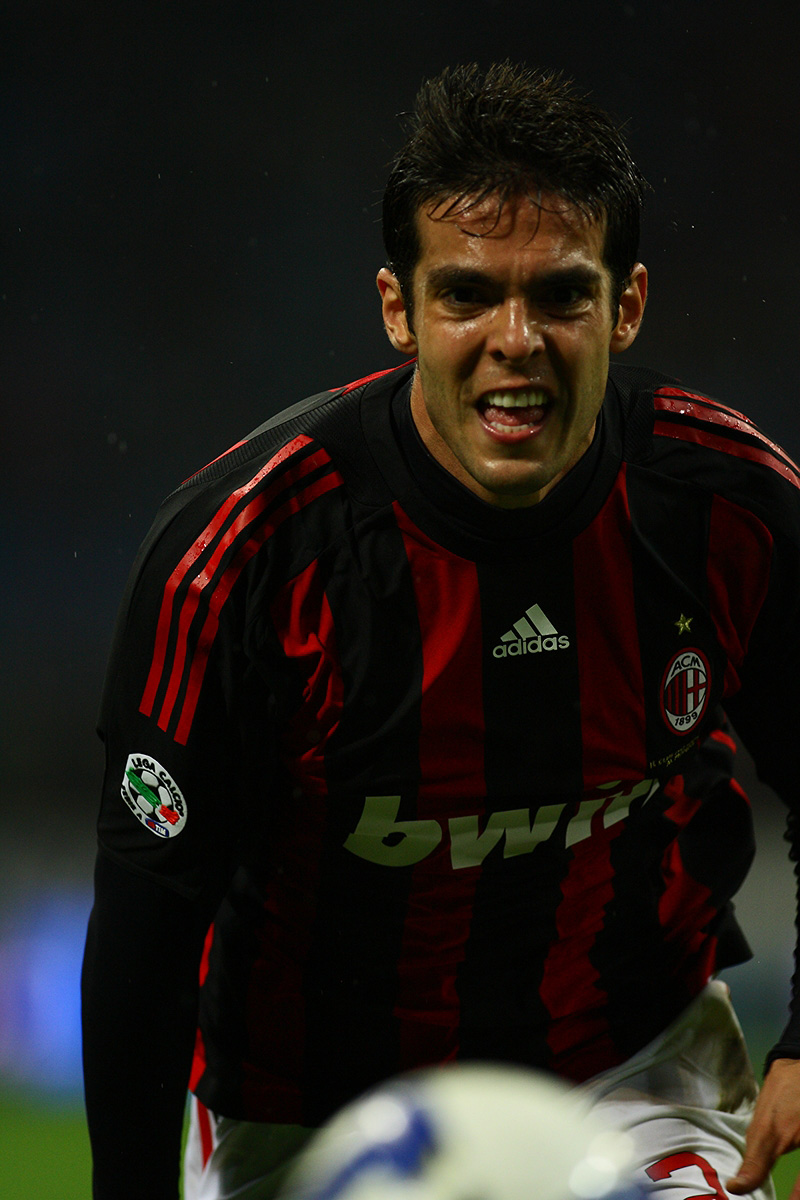
Kaka jugando con el Milan en 2009

El 23 de mayo de 2007 consiguió su primera Liga de Campeones de la UEFA, ganándole al Liverpool por 2 a 1 con dos anotaciones de Filippo Inzaghi en la final de la temporada 2006-07.
El 16 de diciembre de 2007 ganó la Copa Mundial de Clubes de la FIFA, al imponerse a Boca Juniors por 4-2, en Yokohama, Japón, en esta final Kaká anotó un gol (el 3-1 que sentenció el partido) y asistió los 2 de Filippo Inzaghi, el otro tanto vendría por parte de Alessandro Nesta en un rebote luego de un saque de falta desde el costado derecho ejecutado por Andrea Pirlo.
Ese año fue el mejor para Kaká, ya que debido a su destacado rendimiento y los títulos que obtuvo con el AC Milan, ganó los premios de FIFA World Player, el Balón de Oro de la revista France Football, el premio de futbolista del año para la revista World Soccer, y el FIFpro al mejor jugador del mundo.

### Real Madrid

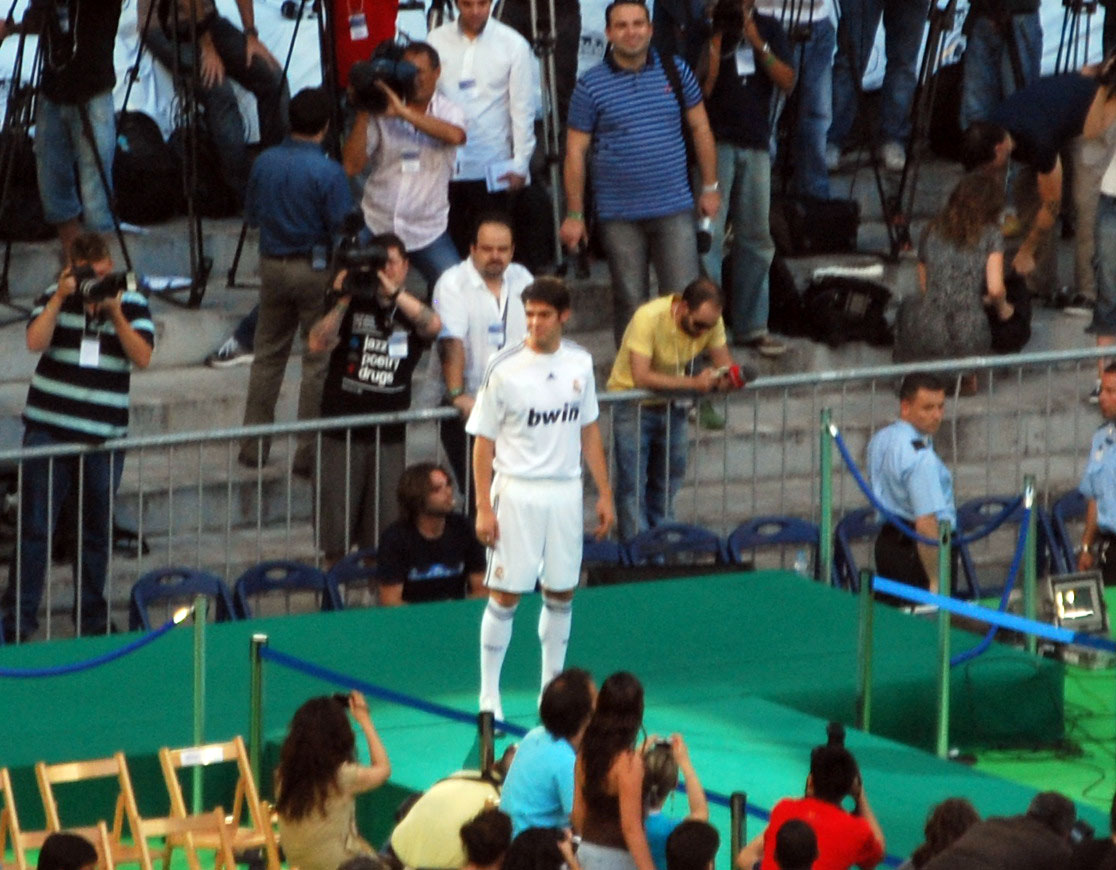
Presentación de Kaká con el Real Madrid en el año 2009.

El 2 de junio de 2009, el recién investido presidente del Real Madrid, Florentino Pérez, se reunió en la sede de su empresa ACS con Adriano Galliani, vicepresidente del Milan, y con Bosco Leite, padre del futbolista, para negociar el traspaso del jugador brasileño al club español. 
Tras una larga tarde de incertidumbre, ambas partes cerraron el fichaje de Kaká. 
A la espera de la oficialización del fichaje por parte de los clubes, el propio jugador declaró cuál iba a ser su futuro.

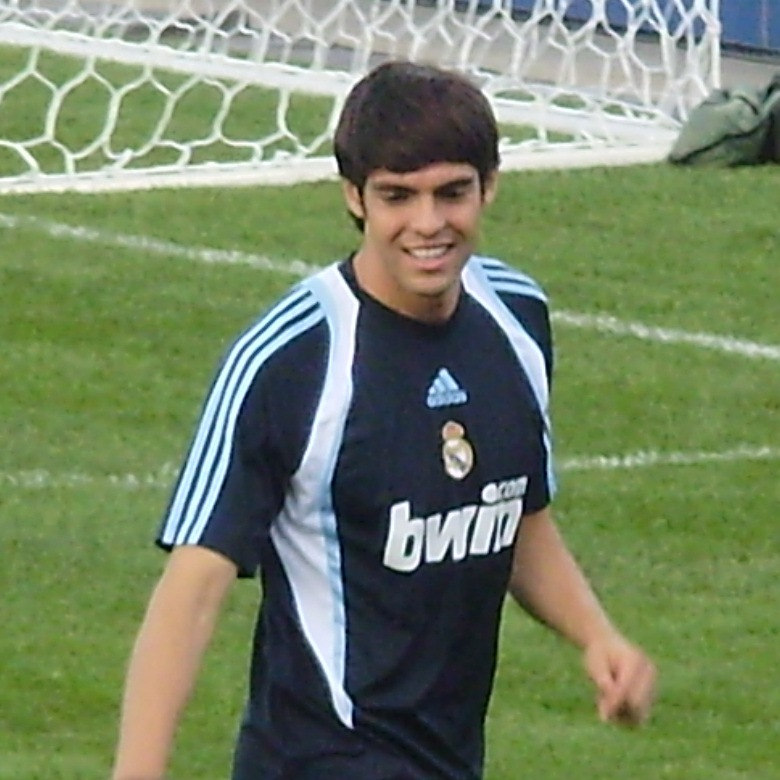
Kaka entrenando con el Real Madrid en 2009

Posteriormente, el asesor del club Zinedine Zidane reconoció que ya se había cerrado todo para la llegada de Kaká al Real Madrid, y Galliani había comentado que oportunidades así no se podían dejar escapar todos los años.
Tras pasar el pertinente reconocimiento médico en Brasil, debido a la concentración de su selección para la Copa FIFA Confederaciones en Recife, el 8 de junio de 2009 es confirmado el traspaso de Kaká al club español Real Madrid por la cifra de 65 millones de euros, siendo así el primer fichaje de la nueva era de Florentino Pérez como presidente del club, además de ser el octavo fichaje más caro de la historia del fútbol.
El 30 de junio Kaká fue presentado como nuevo jugador del Real Madrid ante un estadio Santiago Bernabéu que registró más de media entrada. 
Tras una intervención de Florentino Pérez, que le dio la bienvenida citando su nombre completo, tomó la palabra el futbolista brasileño, que dijo estar ante "un día muy especial" y se declaró "muy feliz" delante de los más de 50.000 espectadores que corearon su nombre:

Hoy es un día muy especial para mí, estoy muy feliz de que esta nueva etapa de mi carrera sea en el Real Madrid. Mi deseo es tener mi nombre en la historia de este club, con victorias y conquistas. Hala Madrid.

Su primer gol en partido oficial con el Real Madrid fue en el partido de la cuarta jornada de la Primera División, partido que se disputó contra el Villarreal y que el Real Madrid ganó por 0-2 en El Madrigal.
Tendría un gran inicio de temporada marcándole al Tenerife por liga y al Marsella por Liga de Campeones consecutivamente, además de buenas participaciones ante el Atlético de Madrid (marcando un gol) y frente al FC Barcelona. 
En medio de la temporada su rendimiento fue bajando a causa de las lesiones, lo que le impediría jugar la mayoría de los partidos de la temporada. 
Finalmente no pudo ganar títulos, pues, perdería la liga frente al Barcelona, quedaría eliminado de la Champions y de la copa, ante el Lyon y Alcorcón respectivamente. 
Al final de la temporada dejó una marca de 9 goles y 8 asistencias, aunque su rendimiento no fue el esperado.

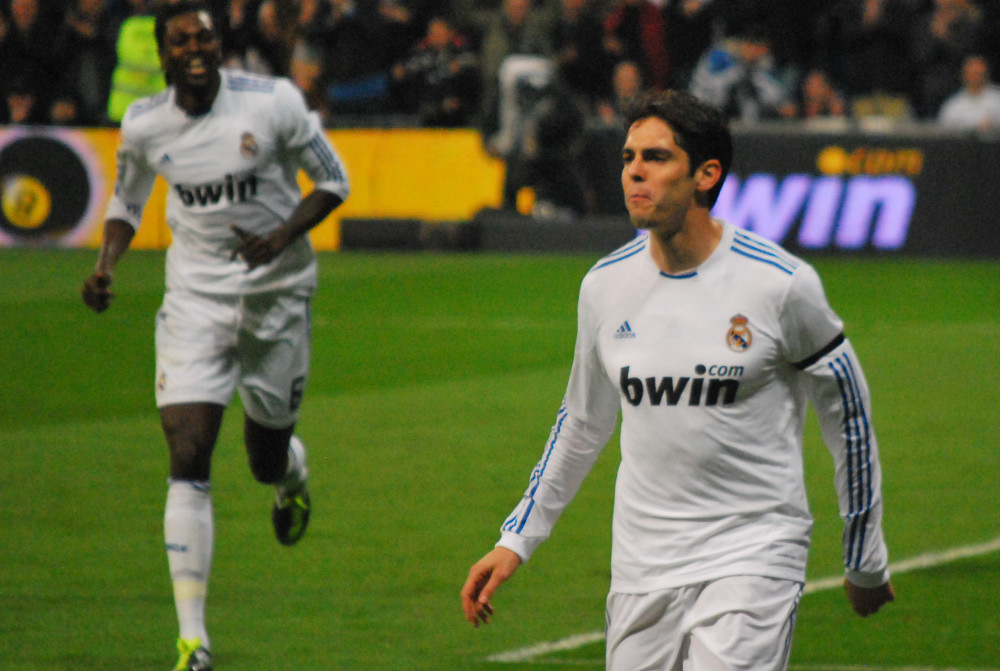
Kaká celebrando un gol en la victoria 4-1 ante la Real Sociedad.

Para la temporada 2010-11 con José Mourinho de entrenador, se perdería la mitad de la campaña debido a una grave lesión de rodilla, que sufrió en la edición pasada del mundial. 
Logra volver el 3 de enero de 2011 en un partido por la liga frente al Getafe. 
Su primer gol en la temporada lo consigue frente al Villarreal el 9 de enero de 2011. 
En esta temporada logra ganar su primer título con el Real Madrid el 20 de abril de 2011 frente al FC Barcelona en la Copa del Rey.
En la temporada 2011-2012, empezó de buen pie en la Champions, donde quedó de máximo asistente con 8 asistencias. Marcó 8 goles y 16 asistencias y jugó 40 partidos en toda la temporada, y ganó La Liga BBVA por lo que es considerada su mejor temporada en el club madrileño.
Al comenzar la temporada 2012-2013, tuvo un excelente inicio, haciendo en el Trofeo Santiago Bernabéu 2012 un triplete contra el conjunto colombiano Millonarios FC. El 4 de diciembre de 2012, se convirtió en el máximo anotador brasileño de la Champions League con 29 goles. Su nivel decayó en la vuelta de la temporada 2012-2013. 
Ésta es considerada su peor temporada en el Real Madrid, dónde solo jugó 26 partidos, marcó 8 goles y 5 asistencias.

### Vuelta al A. C. Milan
El 2 de septiembre de 2013, el Real Madrid y el Milan alcanzaron un acuerdo para el traspaso del brasileño Kaká, que regreso al club italiano gratis y con un contrato inicial por dos temporadas. Con este nuevo contrato el brasileño se redujo el sueldo, pasando de 10 a 4 millones de euros por temporada más diferentes bonus.
El 14 de septiembre de 2013, debuta oficialmente con el Milan, en un partido de Liga ante el Torino, esta vez, es la segunda que viste la camiseta del club italiano, debutando contra el Ancona hace unas 10 temporadas atrás.
El 16 de septiembre de 2013 se da de manera oficial su lesión en el abductor, el brasileño estaría fuera unas 2 o 3 semanas recuperándose de su lesión. Kaká afirma que no cobrará su sueldo mientras se esté recuperando de esta misma.
El 6 de enero de 2014, marca su gol número 100 y posteriormente el 101 con el cuadro rossonero, convirtiéndose así en el décimo jugador en la historia del club en alcanzar esta cifra.

### Orlando City

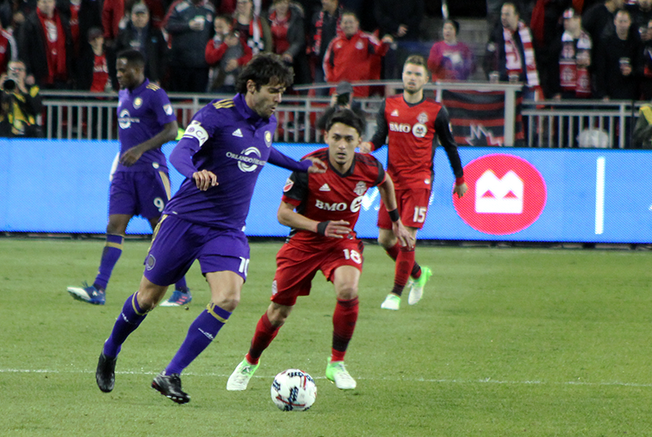
Kaka jugando en el Orlando City

Luego de su paso por Italia y romper contrato con el Milan mediante una rescisión de mutuo acuerdo, el jugador fichó por el Orlando City de la MLS. El brasileño estuvo cedido en el São Paulo durante la temporada 2014, aportando su fútbol al equipo donde debutó profesionalmente.
Kaká hizo su debut en la MLS anotando un gol en el partido inaugural de la temporada 2015 del Orlando City frente a la otra nueva franquicia de la liga, el New York City Football Club. El encuentro terminaría 1-1.
En su primer partido del 2016 el 3 de abril marca gol en la goleada 4 a 1 sobre Portland Timbers. El 28 de agosto de 2016 marca los dos goles de la victoria 2 por 1 sobre New York City como locales, vuelve a marcar doblete en la goleada 4 a 1 en condición de visitante en casa de Montreal Impact el 7 de septiembre.
El 29 de abril de 2017 vuelve marcando gol en la victoria 2 a 0 sobre Colorado Rapids, lo hace en el último minuto del partido.
El 15 de octubre de 2017, Kaká jugaría su último partido con este equipo, en la derrota por 1-0 ante Columbus Crew, donde se iría entre lágrimas.

## Selección nacional

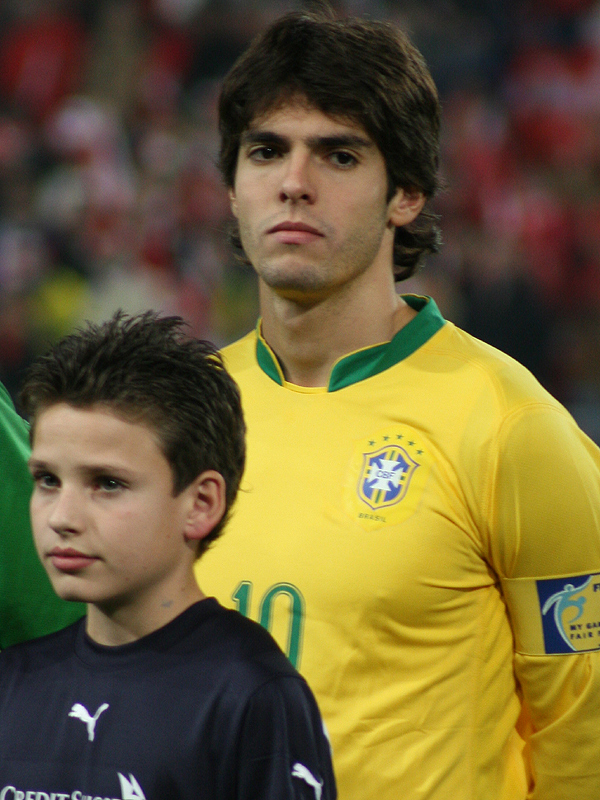
Kaká con la Selección de Brasil en el Mundial 2006.

Kaká debutó en el ámbito internacional el 31 de enero de 2002 contra Bolivia en Goiânia, partido que finalizó con el triunfo de la Selección de Brasil por 6-0. Posteriormente, Kaká formó parte de la Selección de su país durante la Copa Mundial de Fútbol de 2002, pero no tuvo demasiado protagonismo en la victoria que se llevó Brasil en el campeonato, jugó solamente 19 minutos en el segundo tiempo contra Costa Rica.
Tiempo después, entró en acción en la Copa FIFA Confederaciones 2005, ambas ganadas por Brasil, destacándose con el segundo gol en la victoria contra Argentina en la final de la Copa FIFA Confederaciones 2005 por 4-1.
Kaká ayudó a Brasil a clasificarse al Mundial Alemania 2006 donde el equipo fue eliminado en cuartos de final por Francia.
El 28 de junio de 2009 Kaká conquista la Copa FIFA Confederaciones 2009 cuando Brasil derrota 3-2 a Estados Unidos en la final disputada en el Estadio Ellis Park de Johannesburgo. Asimismo, fue nombrado por la FIFA como el mejor jugador del torneo con la distinción del Balón de Oro.
Jugó la Copa Mundial de Fútbol de 2010, llegando a rastras tras una lesión ocurrida jugando por el Real Madrid. En aquel torneo fue expulsado en la segunda fecha de la fase de grupos ante Costa de Marfil donde pese a la victoria por 3-1 eso marcó su suspensión ante Portugal y su baja de rendimiento hasta la eliminación de la verdeamarela por parte de Países Bajos en cuartos de final. No fue convocado por el resto del año y tampoco fue convocado en el 2011.
Después de varios meses de ausencia en la convocatoria, el técnico Menezes lo convoca para los amistosos contra Gabón y Egipto, donde no pudo jugar en ninguno por lesión. En 2012 fue convocado para partidos amistosos contra la selección de fútbol de Irak y Japón donde la selección de fútbol de Brasil ganó 6-0 y 4-0 respectivamente, Kaká hizo un gol en cada partido. Pese a regresar a la selección, con la llegada de Luiz Felipe Scolari al banquillo brasileño, Kaká volvió a ser limitado en la selección y no logró ser convocado ni a la Copa Confederaciones 2013 ni a la Copa Mundial de Fútbol de 2014.
Tras un año y medio sin entrar en las convocatorias, en octubre de 2014 el seleccionador Dunga lo convoca para encarar los amistosos contra Argentina y Turquía debido a la baja de Ricardo Goulart y el 12 de mayo del 2015 el seleccionador Dunga lo pone el la pre-lista de 30 convocados para la Copa América 2015 a disputarse en Chile, pero finalmente quedó excluido de la lista final de los 23, el 13 de agosto del 2015 vuelve a ser convocado para los amistosos contra Costa Rica y Estados Unidos, y las Clasificatorias para la Copa Mundial de Fútbol de 2018, en los partidos contra Chile y Venezuela, en octubre de 2015. En 2016 es llamado para un amistoso contra Panamá y para disputar la Copa América Centenario, aunque no logró participar debido a una lesión, donde fue reemplazado por Paulo Henrique Ganso. Brasil quedó eliminado por Perú en la primera fase. Kaká se perdió cuatro convocatorias a la Copa América (2007, 2011, 2015 y Centenario)
No volvió a ser convocado en la verdeamarela por el nuevo entrenador Tite, por lo cual perdió la oportunidad de jugar la Copa Mundial de Fútbol de 2018 donde Brasil fue eliminado en cuartos de final ante Bélgica al perder 2-1.

### Participaciones en Copas del Mundo
| Copa                     | Sede                | Resultado        | Partidos | Goles |
| ------------------------ | ------------------- | ---------------- | -------- | ----- |
| Copa Mundial Sub-20 2001 | Argentina           | Cuartos de final | 5        | 1     |
| Copa Mundial 2002        | Corea del Sur Japón | Campeón          | 1        | 0     |
| Copa Mundial 2006        | Alemania            | Cuartos de final | 5        | 1     |
| Copa Mundial 2010        | Sudáfrica           | Cuartos de final | 4        | 0     |

### Participaciones en Copa Oro
| Copa             | Sede                    | Resultado  | Partidos | Goles |
| ---------------- | ----------------------- | ---------- | -------- | ----- |
| Copa de Oro 2003 | Estados Unidos · México | Subcampeón | 5        | 3     |

### Participaciones en Copa Confederaciones
| Copa                      | Sede      | Resultado | Partidos | Goles |
| ------------------------- | --------- | --------- | -------- | ----- |
| Copa Confederaciones 2005 | Alemania  | Campeón   | 5        | 1     |
| Copa Confederaciones 2009 | Sudáfrica | Campeón   | 5        | 2     |

### Participaciones en Clasificatorias a Copas del Mundo
| Eliminatorias                | País      | Resultado   | Posición | Partidos | Convocatorias | Goles |
| ---------------------------- | --------- | ----------- | -------- | -------- | ------------- | ----- |
| Eliminatorias Alemania 2006  | Alemania  | Clasificado | 1.º      | 15       | 9             | 5     |
| Eliminatorias Sudáfrica 2010 | Sudáfrica | Clasificado | 1.º      | 11       | 6             | 5     |
| Eliminatorias Rusia 2018     | Rusia     | Clasificado | 1.º      | 1        | 2             | 0     |

## Estadísticas

### Clubes
| Club | Div.          | Temporada     | Liga  | Liga  | Liga   | Regional(1) | Regional(1) | Regional(1) | Copas nacionales(2) | Copas nacionales(2) | Copas nacionales(2) | Torneos internacionales(3) | Torneos internacionales(3) | Torneos internacionales(3) | Total(4) | Total(4) | Total(4) | Media goleadora |
| Club | Div.          | Temporada     | Part. | Goles | Asist. | Part.       | Goles       | Asist.      | Part.               | Goles               | Asist.              | Part.                      | Goles                      | Asist.                     | Part.    | Goles    | Asist.   | Media goleadora |
| --- | ------------- | ------------- | ----- | ----- | ------ | ----------- | ----------- | ----------- | ------------------- | ------------------- | ------------------- | -------------------------- | -------------------------- | -------------------------- | -------- | -------- | -------- | --------------- |
| São Paulo F. C. · Brasil | 1.ª           | 2001          | 27    | 12    | 4      | 15          | 4           | 1           | 10                  | 2                   | 4                   | 5                          | 0                          | 0                          | 57       | 18       | 9        | 0,32            |
| São Paulo F. C. · Brasil | 1.ª           | 2002          | 22    | 9     | 7      | 16          | 7           | 4           | 11                  | 6                   | 1                   | —                          | —                          | —                          | 49       | 22       | 12       | 0,45            |
| São Paulo F. C. · Brasil | 1.ª           | 2003          | 10    | 2     | 4      | 7           | 5           | 4           | 5                   | 0                   | 0                   | —                          | —                          | —                          | 22       | 7        | 8        | 0,32            |
| São Paulo F. C. · Brasil | 1.ª           | 2014          | 19    | 2     | 1      | —           | —           | —           | —                   | —                   | —                   | 5                          | 1                          | 2                          | 24       | 3        | 3        | 0,13            |
| São Paulo F. C. · Brasil | Total club    | Total club    | 78    | 25    | 16     | 38          | 16          | 9           | 26                  | 8                   | 5                   | 10                         | 1                          | 2                          | 128      | 47       | 29       | 0,60            |
| A. C. Milan · Italia | 1.ª           | 2003-04       | 30    | 10    | 4      | —           | —           | —           | 4                   | 0                   | 0                   | 11                         | 4                          | 1                          | 45       | 14       | 5        | 0,31            |
| A. C. Milan · Italia | 1.ª           | 2004-05       | 36    | 7     | 12     | —           | —           | —           | 2                   | 0                   | 0                   | 13                         | 2                          | 5                          | 51       | 9        | 17       | 0,18            |
| A. C. Milan · Italia | 1.ª           | 2005-06       | 35    | 14    | 8      | —           | —           | —           | 2                   | 0                   | 1                   | 12                         | 5                          | 1                          | 49       | 19       | 10       | 0,39            |
| A. C. Milan · Italia | 1.ª           | 2006-07       | 31    | 8     | 6      | —           | —           | —           | 2                   | 0                   | 0                   | 15                         | 10                         | 4                          | 48       | 18       | 10       | 0,38            |
| A. C. Milan · Italia | 1.ª           | 2007-08       | 30    | 15    | 10     | —           | —           | —           | —                   | —                   | —                   | 11                         | 4                          | 5                          | 41       | 19       | 15       | 0,46            |
| A. C. Milan · Italia | 1.ª           | 2008-09       | 31    | 16    | 9      | —           | —           | —           | 1                   | 0                   | 1                   | 4                          | 0                          | 2                          | 36       | 16       | 12       | 0,44            |
| A. C. Milan · Italia | 1.ª           | 2013-14       | 30    | 7     | 4      | —           | —           | —           | 1                   | 0                   | 0                   | 6                          | 2                          | 1                          | 37       | 9        | 5        | 0,24            |
| A. C. Milan · Italia | Total club    | Total club    | 223   | 77    | 53     | —           | —           | —           | 12                  | 0                   | 2                   | 72                         | 27                         | 19                         | 307      | 104      | 81       | 0,34            |
| Real Madrid C. F. · España | 1.ª           | 2009-10       | 25    | 8     | 6      | —           | —           | —           | 1                   | 0                   | 0                   | 7                          | 1                          | 2                          | 33       | 9        | 8        | 0,27            |
| Real Madrid C. F. · España | 1.ª           | 2010-11       | 14    | 7     | 4      | —           | —           | —           | 3                   | 0                   | 0                   | 3                          | 0                          | 1                          | 20       | 7        | 5        | 0,35            |
| Real Madrid C. F. · España | 1.ª           | 2011-12       | 27    | 5     | 10     | —           | —           | —           | 5                   | 0                   | 0                   | 8                          | 3                          | 6                          | 40       | 8        | 16       | 0,20            |
| Real Madrid C. F. · España | 1.ª           | 2012-13       | 19    | 3     | 3      | —           | —           | —           | 2                   | 1                   | 0                   | 6                          | 1                          | 1                          | 27       | 5        | 4        | 0,19            |
| Real Madrid C. F. · España | Total club    | Total club    | 85    | 23    | 23     | —           | —           | —           | 11                  | 1                   | 0                   | 24                         | 5                          | 10                         | 120      | 29       | 39       | 0,24            |
| Orlando City S. C. Estados Unidos | 1.ª           | 2015          | 28    | 9     | 7      | —           | —           | —           | 2                   | 1                   | 0                   | —                          | —                          | —                          | 30       | 10       | 7        | 0,33            |
| Orlando City S. C. Estados Unidos | 1.ª           | 2016          | 24    | 9     | 9      | —           | —           | —           | —                   | —                   | —                   | —                          | —                          | —                          | 24       | 9        | 9        | 0,38            |
| Orlando City S. C. Estados Unidos | 1.ª           | 2017          | 23    | 6     | 4      | —           | —           | —           | 1                   | 0                   | 0                   | —                          | —                          | —                          | 24       | 6        | 4        | 0,25            |
| Orlando City S. C. Estados Unidos | Total club    | Total club    | 75    | 24    | 20     | —           | —           | —           | 3                   | 1                   | 0                   | —                          | —                          | —                          | 78       | 25       | 19       | 0,32            |
| Total carrera | Total carrera | Total carrera | 461   | 149   | 112    | 38          | 16          | 9           | 52                  | 10                  | 7                   | 106                        | 33                         | 31                         | 657      | 208      | 159      | 0,32            |
| (1) Incluye datos del Torneo Río-São Paulo / Campeonato Paulista (2001-03). (2) Incluye datos de la Copa de Brasil / Copa dos Campeões (2001-03); Supercopa de Italia (2004); Copa del Rey / Supercopa de España (2009-12); Copa Italia (2003-14); Lamar Hunt U.S. Open Cup (2015-17). (3) Incluye datos de la Copa Mercosur (2001); Copa Intercontinental / Supercopa de la UEFA / Copa Mundial de Clubes de la FIFA / Copa de la UEFA (2003-08); Liga de Campeones de la UEFA (2003-14); Copa Sudamericana (2014). (4) No incluye goles en partidos amistosos. |               |               |       |       |        |             |             |             |                     |                     |                     |                            |                            |                            |          |          |          |                 |

### Selecciones
| Selección | Año           | Amistoso | Amistoso | Amistoso | Sudamérica(1) | Sudamérica(1) | Sudamérica(1) | Mundial(2) | Mundial(2) | Mundial(2) | Total | Total | Total  | Media goleadora |
| Selección | Año           | Part.    | Goles    | Asist.   | Part.         | Goles         | Asist.        | Part.      | Goles      | Asist.     | Part. | Goles | Asist. | Media goleadora |
| --- | ------------- | -------- | -------- | -------- | ------------- | ------------- | ------------- | ---------- | ---------- | ---------- | ----- | ----- | ------ | --------------- |
| Sub-20 · Brasil | 2001          | —        | —        | —        | —             | —             | —             | 5          | 1          | 0          | 5     | 1     | 0      | 0,20            |
| Sub-20 · Brasil | Total         | —        | —        | —        | —             | —             | —             | 5          | 1          | 0          | 5     | 1     | 0      | 0,20            |
| Sub-23 · Brasil | 2003          | 5        | 4        | 4        | —             | —             | —             | —          | —          | —          | 5     | 4     | 4      | 0,80            |
| Sub-23 · Brasil | Total         | 5        | 4        | 4        | —             | —             | —             | —          | —          | —          | 5     | 4     | 4      | 0,80            |
| Absoluta · Brasil | 2002          | 4        | 1        | 1        | —             | —             | —             | 1          | 0          | 0          | 5     | 1     | 1      | 0,20            |
| Absoluta · Brasil | 2003          | 1        | 0        | 0        | 4             | 2             | 0             | 5          | 3          | 0          | 10    | 5     | 0      | 0,50            |
| Absoluta · Brasil | 2004          | 3        | 1        | 0        | 5             | 2             | 1             | —          | —          | —          | 8     | 3     | 1      | 0,38            |
| Absoluta · Brasil | 2005          | 3        | 1        | 1        | 6             | 1             | 2             | 5          | 1          | 1          | 14    | 3     | 4      | 0,21            |
| Absoluta · Brasil | 2006          | 8        | 6        | 3        | —             | —             | —             | 5          | 1          | 1          | 13    | 7     | 4      | 0,54            |
| Absoluta · Brasil | 2007          | 8        | 2        | 1        | 4             | 3             | 1             | —          | —          | —          | 12    | 5     | 2      | 0,42            |
| Absoluta · Brasil | 2008          | 1        | 0        | 2        | 2             | 1             | 0             | —          | —          | —          | 3     | 1     | 2      | 0,33            |
| Absoluta · Brasil | 2009          | 3        | 0        | 1        | 5             | 1             | 2             | 5          | 2          | 2          | 13    | 3     | 5      | 0,23            |
| Absoluta · Brasil | 2010          | 3        | 1        | 1        | —             | —             | —             | 4          | 0          | 3          | 7     | 1     | 4      | 0,14            |
| Absoluta · Brasil | 2011          | —        | —        | —        | —             | —             | —             | —          | —          | —          | 0     | 0     | 0      | 0,00            |
| Absoluta · Brasil | 2012          | 3        | 2        | 1        | —             | —             | —             | —          | —          | —          | 3     | 2     | 1      | 0,67            |
| Absoluta · Brasil | 2013          | 2        | 0        | 0        | —             | —             | —             | —          | —          | —          | 2     | 0     | 0      | 0,00            |
| Absoluta · Brasil | 2014          | 2        | 0        | 1        | —             | —             | —             | —          | —          | —          | 2     | 0     | 1      | 0,00            |
| Absoluta · Brasil | 2015          | 1        | 0        | 0        | 1             | 0             | 0             | —          | —          | —          | 2     | 0     | 0      | 0,00            |
| Absoluta · Brasil | 2016          | 1        | 0        | 0        | —             | —             | —             | —          | —          | —          | 1     | 0     | 0      | 0,00            |
| Absoluta · Brasil | Total         | 43       | 14       | 12       | 27            | 10            | 6             | 25         | 7          | 7          | 95    | 31    | 25     | 0,33            |
| Total carrera | Total carrera | 48       | 18       | 16       | 27            | 10            | 6             | 30         | 8          | 7          | 105   | 36    | 29     | 0,34            |
| (1) Incluye los partidos de la Clasificatorias Sudamericanas (2003-15). (2) Incluye los partidos de la Copa de Oro de la Concacaf / Copa FIFA Confederaciones (2003-09). |               |          |          |          |               |               |               |            |            |            |       |       |        |                 |

### Hat-tricks
| 1 | 29 de enero de 2003    | Morumbi, São Paulo | São Paulo - Juventus        |  | 6 - 0 | Campeonato Paulista 2003             |
| 2 | 9 de abril de 2006     | San Siro, Milán    | AC Milan - AC Chievo Verona |  | 4 - 1 | Serie A 2005-06                      |
| 3 | 1 de noviembre de 2006 | San Siro, Milán    | AC Milan - RSC Anderlecht   |  | 4 - 1 | Liga de Campeones de la UEFA 2006-07 |
| 4 | 20 de abril de 2008    | San Siro, Milán    | AC Milan - Reggina Calcio   |  | 5 - 1 | Serie A 2007-08                      |

## Palmarés

### Campeonatos regionales
| Título                   | Club            | País   | Año  |
| ------------------------ | --------------- | ------ | ---- |
| Torneo Río-São Paulo     | São Paulo F. C. | Brasil | 2001 |
| Supercampeonato Paulista | São Paulo F. C. | Brasil | 2002 |

### Campeonatos nacionales
| Título              | Club              | País   | Año  |
| ------------------- | ----------------- | ------ | ---- |
| Serie A             | A. C. Milan       | Italia | 2004 |
| Supercopa de Italia | A. C. Milan       | Italia | 2004 |
| Copa del Rey        | Real Madrid C. F. | España | 2011 |
| Campeonato de Liga  | Real Madrid C. F. | España | 2012 |
| Supercopa de España | Real Madrid C. F. | España | 2012 |

### Campeonatos internacionales
| Título                 | Club                | Sede                | Año  |
| ---------------------- | ------------------- | ------------------- | ---- |
| Copa Mundial de Fútbol | Selección de Brasil | Corea del Sur Japón | 2002 |
| Supercopa de Europa    | A. C. Milan         | Mónaco              | 2003 |
| Copa Confederaciones   | Selección de Brasil | Alemania            | 2005 |
| Liga de Campeones      | A. C. Milan         | Atenas              | 2007 |
| Supercopa de Europa    | A. C. Milan         | Mónaco              | 2007 |
| Copa Mundial de Clubes | A. C. Milan         | Japón               | 2007 |
| Copa Confederaciones   | Selección de Brasil | Sudáfrica           | 2009 |

### Distinciones individuales

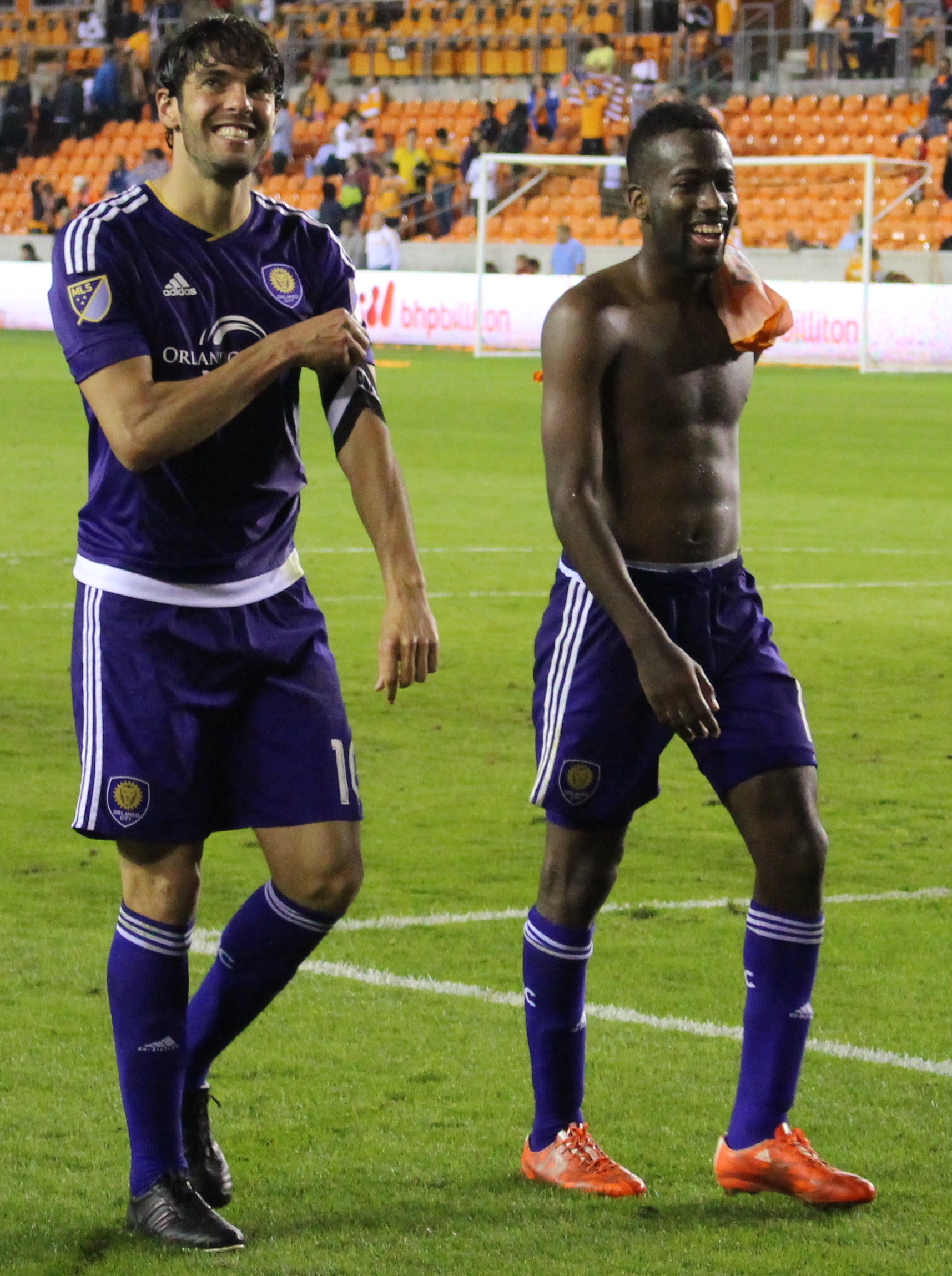
Kaká y Kevin Molino en Orlando City

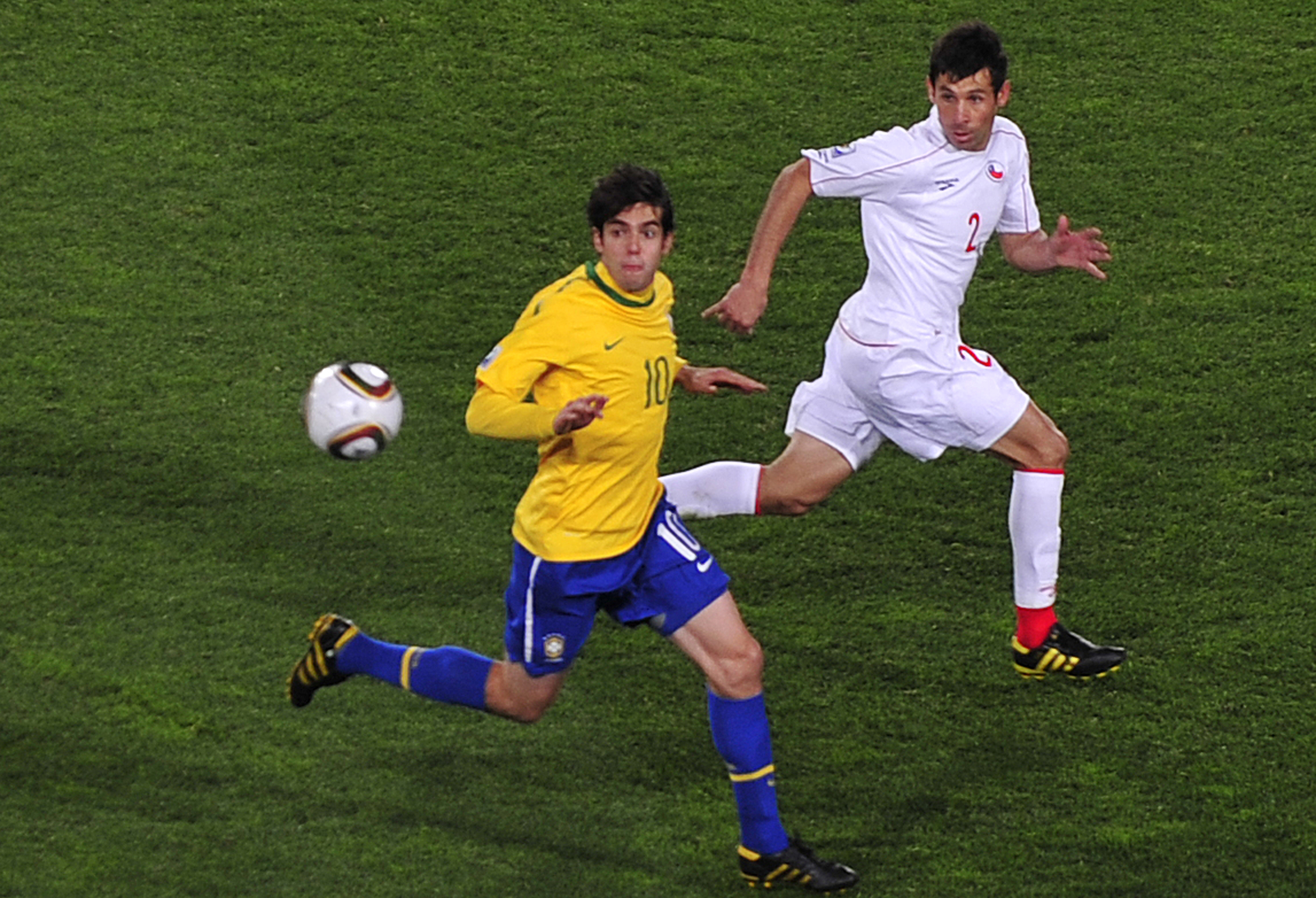
Kaká en la Copa del Mundo Sudáfrica 2010

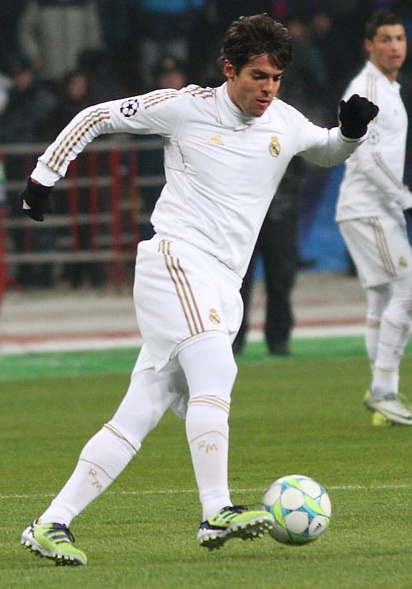
Kaká con la camiseta del Real Madrid

| Distinción                                                   | Año  |
| ------------------------------------------------------------ | ---- |
| Bola de Prata, otorgada por la revista Placar                | 2002 |
| Bola de Ouro, otorgada por la revista Placar                 | 2002 |
| Equipo Ideal de América                                      | 2002 |
| Once ideal de la Copa de Oro de la Concacaf                  | 2003 |
| Futbolista del Año en la Serie A                             | 2004 |
| Futbolista Extranjero del Año en la Serie A                  | 2004 |
| Centrocampista del Año de la UEFA                            | 2005 |
| Once ideal de L'Équipe                                       | 2005 |
| Futbolista Extranjero del Año en la Serie A                  | 2006 |
| FIFA/FIFPro World XI                                         | 2006 |
| Equipo del año UEFA                                          | 2006 |
| Futbolista del Año en la Serie A                             | 2007 |
| Futbolista Extranjero del Año en la Serie A                  | 2007 |
| Balón de Plata, Unión de la prensa deportiva italiana        | 2007 |
| Máximo goleador de la Liga de Campeones de la UEFA           | 2007 |
| Mejor delantero de Liga de Campeones de la UEFA              | 2007 |
| Mejor jugador del Mundo por FIFPro                           | 2007 |
| FIFA/FIFPro World XI                                         | 2007 |
| Ganador del Balón de Oro                                     | 2007 |
| Jugador más valioso de la Copa Mundial de Clubes             | 2007 |
| Jugador más valioso de la Final de la Copa Mundial de Clubes | 2007 |
| Ganador del FIFA World Player                                | 2007 |
| Ganador del Once de Oro                                      | 2007 |
| Delantero del Año de la UEFA                                 | 2007 |
| Jugador del Año de la UEFA                                   | 2007 |
| Equipo del año UEFA                                          | 2007 |
| Premio World Soccer al mejor jugador del mundo               | 2007 |
| Mejor constructor de juego del mundo, según IFFHS            | 2007 |
| Deportista latinoamericano del año, según Prensa Latina      | 2007 |
| Once ideal de L'Équipe                                       | 2007 |
| FIFA/FIFPro World XI                                         | 2008 |
| Samba de Oro                                                 | 2008 |
| Balón de Oro de la Copa FIFA Confederaciones                 | 2009 |
| Once ideal de la Copa FIFA Confederaciones                   | 2009 |
| Marca Leyenda                                                | 2009 |
| Equipo del año UEFA                                          | 2009 |
| Máximo asistidor de la Copa Mundial de Fútbol                | 2010 |
| Mejor jugador del partido Trofeo Santiago Bernabeu           | 2012 |
| Máximo asistidor de la Liga de Campeones de la UEFA          | 2012 |

| Predecesor: Fabio Cannavaro | Balón de Oro 2007 | Sucesor: Cristiano Ronaldo |